# Thomas Abraham
A.M. Thomas Thomas Abraham es un  diplomático, indio retirado.
- En 1967 fue consejero de embajada en Rangún.[1]
- En 1969 fue Encargado de negocios en Bucarest.
- De 1974 a 1975 fue Alto Comisionado en Singapur.
- Del 29 de julio de 1978 a 1982 fue Alto Comisionado en Colombo con comisión en Malé.
- Del 23 de septiembre de 1982 al 30 de septiembre de 1985 fue embajador en Berna.
- En 1989 fue jubilado.[2]